# حزب اصلاح‌طلبان
حزب اصلاح طلبان یا حزب اصلاح‌طلب یک حزب سیاسی در ایران بود که در سالهای پایانی سلطنت قاجار تأسیس شد. در اوایل دهه ۱۹۲۰، همراه با حزب کمونیست، حزب سوسیالیست و حزب تجدد یکی از چهار حزب مهم مجلس شورای ملی بود.
این حزب وارث حزب اجتماعیون اعتدالیون بود و بعداً اعضای سابق آن و برخی از وابستگان فرقه دموکرات پیوستند.
این حزب اکثریت کرسی را در مجلس چهارم داشت. همچنین در خارج از مجلس نیز بسیار تأثیرگذار بود. مخالفت حزب با رضاخان منجر به از دست دادن وضعیت اکثریت خود در مجلس پنجم شد.